# Mycomya biseriata
Mycomya biseriata är en tvåvingeart som först beskrevs av Friedrich Hermann Loew 1870.  Mycomya biseriata ingår i släktet Mycomya och familjen svampmyggor. Inga underarter finns listade i Catalogue of Life.